# Santo Antônio da Platina
Santo Antônio da Platina é um município brasileiro do estado do Paraná. Sua população foi estimada em 46 503 habitantes, conforme dados do Instituto Brasileiro de Geografia e Estatística (IBGE) de 2021.

## História
A colonização do norte pioneiro, na metade do século XIX, foi feita, primeiramente, pelos mineiros provenientes do sul de Minas Gerais, das cabeceiras do Rio Sapucaí. Os mineiros do norte pioneiro só faziam posse se a terra possuísse água; procuravam, principalmente, a cabeceira de um riacho. O dono da cabeceira é dono da água e do terreno que a acompanha até o fim, quando o riacho desaguava num rio maior.
No ano de 1853, a história do Paraná tem início com a lei de 29 de agosto que desmembrou a Província de São Paulo. Zacarias de Góis foi o primeiro presidente e Curitiba a primeira sede da nova província. Em julho de 1854, instalou-se a Assembleia Legislativa, até então, um deserto demográfico utilizado como passagem pelos criadores de gado do Rio Grande do Sul em busca de mercado em São Paulo e Minas Gerais. A abertura de estradas, a partir de 1880, e de ferrovias, acelerou-se a ocupação. Famílias de mineiros, paulistas, e também de portugueses que se estabeleceram primeiramente na Platina (hoje, um povoado), posteriormente migraram-se para onde atualmente estão localizadas as principais instalações da cidade.
Uma pequena povoação se formou nas proximidades do morro do Bim, entre os ribeirões do Boi Pintado e da Aldeia, onde, mais tarde, floresceu a cidade de Santo Antônio da Platina. Em 6 de abril de 1900, através da Lei nº 358, o Estado do Paraná concedeu área de 250 hectares de terras, para servidão pública dos habitantes da povoação. No ano seguinte, a Lei nº 1, de 7 de janeiro, do município de Nova Alcântara (atual Jacarezinho) criou o Distrito de Paz no patrimônio de Santo Antônio da Platina.
A cidade recebeu também inúmeras famílias italianas, como as Rusolen (vinda de Santo Stino di Livenza) e Marchesin (vinda de Caorle), ambas da Província de Veneza, por volta de 1892. Mais tarde foram chegando mais famílias, como os Bertolini, Bartolomei (de origem toscana), os Bolognese (de Píncara, Rovigo), os Dal Bianco (originária de San Mareno di Piave, Treviso), os Paiola e Lavorato. Também vieram famílias espanholas, como os Marmol, vinda de Málaga, que foi importante no início da cidade. E ainda, as famílias de origem alemã como os Altvater, Spitzer, Bachtold, Hinterlang, Gerlach, Koepsel, Auersvald, Granemann e  Läpping. E ainda, de uma família a suíça, os Reich, e uma família holandesa, os Loman.

## Religião
Um fato  histórico para a religião é que a cidade é o berço da Congregação Cristã no Brasil fundada por Louis Francescon.

## Economia
Santo Antonio da Platina é uma região onde se cultiva café e cana de açúcar, tendo predominância pela pecuária.

## Educação

#### Ensio Médio
- Escola Estadual Santa Terezinha [6]
- Escola Estadual Ef. M Maria Dalila Pinto
- Colégio Cívico Militar Moralina Eleutério
- Colégio Estadual Rio Branco[7]
- Colégio Casucha
- Colégio Estadual Cívico-Militar Edith de Souza Prado de Oliveira

#### Ensino Fundamental
- Colégio Estadual Tiradentes
- Escola Municipal Professora Vilma Longo
- Escola Municipal Pedro Claro de Oliveira
- Escola Municipal Ercílio Custódio
- Casa da Criança Recanto Feliz

#### Faculdades
- UNIFIL,
- FATEB,
- CESUMAR,
- UNOPAR e
- UNIESP (FANORPI).

## Geografia
Geograficamente localizada em ponto estratégico, fica a aproximadamente 370 km da capital do Estado, Curitiba e a 400 km de São Paulo. Possui uma área é de 721,625 km² representando 0,3621 % do estado, 0,1281 % da região e 0,0085 % de todo o território brasileiro. Localiza-se a uma latitude 23°17'42" sul e a uma longitude 50°04'38" oeste, estando a uma altitude de 520 m. Sua população em 2010 era de 42 707 habitantes.

### Distritos
O município é composto por três distritos: Santo Antônio da Platina, Conselheiro Zacarias e Monte Real.

### Demografia
Dados do Censo - 2010
População Total-(2010)42.688
Dados do Censo - 2007
População Total-(2007)39.480
- Urbana:34.831 (86,04%)
- Rural: 5.649 (13,96%)
- Homens: 19.758
- Mulheres: 20.722

Índice de Desenvolvimento Humano (IDH-M)0,745
- IDH-M Renda: 0,689
- IDH-M Longevidade: 0,712
- IDH-M Educação: 0,834

Taxa Anual de Crescimento (IBGE-1991/2000)
- Urbana: +2,14%
- Rural: -3,95%

## Transporte

### Ferroviário
O último trem de passageiros de longa distância a trafegar pelo ramal na cidade foi um trem especial da antiga Rede Ferroviária Federal S.A (RFFSA) no ano de 1996, que realizou uma excursão com o Sindicato dos Ferroviários entre o município paulista de Ourinhos e a cidade de Santo Antônio da Platina, o ponto terminal da viagem. Pouco tempo depois, o ramal foi privatizado para o transporte de cargas e atualmente se encontra concedido à Rumo Logística. A Estação Platina foi inaugurada em 1927, pertencentes ao Ramal Paranapanema da Estrada de Ferro São Paulo-Rio Grande por ela a C.E.F São Paulo-Rio Grande (1927-1942),  Rede de Viação Paraná-Santa Catarina (1942-1975) , RFSA (1975-1996). Tendo sido chamada General Miguel Costa nos anos 1930, voltando ao nome original posteriormente. A estação foi restaurada e tombada a patrimônio histórico cultural do Estado do Paraná, junto a Ponte Pênsil Alves de Lima (Ribeirão Claro) .

### Rodoviário
A empresa de ônibus e transportes Princesa do Norte foi fundada em 1948 na cidade de Santo Antônio da Platina

## Localização
A cidade está localizada a 140 km de Londrina.

## Platinenses ilustres
- Francisco Mendes de Melo, advogado e político brasileiro
- Hamilton Vilela de Magalhães, engenheiro civil e político brasileiro
- Hernandes Quadri Júnior,  ciclista brasileiro
- José Carlos Gomes Carvalho, empresário, advogado e político brasileiro.
- Teodoro, cantor brasileiro [14]

## Estatísticas
Estabelecimentos
- Agropecuários: 1.574 (IBGE - Censo/2007)
- Comerciais: 911 (Cad. Mun. - outubro/2007)
- Serviços: 895 (Cad. Mun. - outubro/2007)
- Industriais: 125 (Cad. Mun. - outubro/2007)

## Esporte
A cidade possui um estádio chamado Estádio José Eleutério da Silva e já possuiu vários clubes que participaram do Campeonato Paranaense de Futebol, dentre eles:
- Associação Atlética Araucária, Sete de Setembro Futebol Clube
- Sociedade Esportiva Platinense
- XV de Novembro Futebol Clube
- União Platinense de Esportes
- Agroceres Futebol Clube.